# Сливје (Кршко)
Сливје (словен. Slivje) је насељено место у општини Кршко, Посавска регија, Словенија.

## Историја
До територијалне реорганизације у Словенији биле су у саставу старе општине Кршко.

## Становништво
У попису становништва из 2011. године, Сливје су имале 36 становника.
| Број становника према пописима | Број становника према пописима | Број становника према пописима |
| ------------------------------ | ------------------------------ | ------------------------------ |
| 1991                           | 2002                           | 2011                           |
| 38                             | 36                             | 36                             |

Напомена: Године 1953. повећано за насеље Колерица, које је укинуто.